# Општина Иљана (Калараш)
Иљана (рум. Ileana) општина је у Румунији у округу Калараш.
Oпштина се налази на надморској висини од 55 m.